# Antonio Massarutto
Antonio Massarutto (Udine, 4 novembre 1964) è un economista italiano, autore di alcuni libri divulgativi di economia relativi alla gestione dei servizi pubblici, conferenziere e collaboratore occasionale di alcuni tra i principali quotidiani nazionali.

## Biografia e attività di ricerca
Laureato in Economia politica presso l'Università Bocconi nel 1990, attualmente è docente di Economia pubblica presso l'Università di Udine e direttore di ricerca presso lo Iefe – Istituto di economia e politica dell'energia e dell'ambiente dell'Università Bocconi di Milano. 
La sua attività di ricerca ha come focus principali lo studio delle politiche ambientali e l'organizzazione dei servizi pubblici locali, con particolare riferimento al settore idrico e dei rifiuti.

## Opere principali
- L'acqua, Bologna, il Mulino, 2008. ISBN 978-88-15-12447-0
- I rifiuti. Come e perché sono diventati un problema, il Mulino, 2009. ISBN 978-88-15-13055-6
- Privati dell'acqua? Il servizio idrico in Italia, il Mulino, 2011. ISBN 978-88-15-14652-6
- Un mondo senza rifiuti? Viaggio nell'economia circolare, Il Mulino, 2017